# Црепуља (насеље)
Црепуља је насеље у општини Зубин Поток на Косову и Метохији. Атар насеља се налази на територији катастарске општине Црепуља површине 2.528 ha. Историјски и географски припада Ибарском Колашину. Насеље је на источним обронцима Мокре Горе. Црепуља је на валовитој површи са које се издижу Миланов Крст (1.114 м), Петрова Глава (1.028 м), Ђурића Планина (1.031 м). Кроз село протиче Црепуњска река која са својим притокама образује реку Клину. Засеоци или крајеви су: Филиповићи, Анђелковићи и Поповићи. Најудаљенији заселак се зове Усовиште. Најстарији део села се зове Село.
Ово је старо насеље данашњи становници досељени пре 250 година затекли су у селу полусрушену цркву из 14. века, која је првобитно била посвећена светом Лазару. По истој традицији, цркву је подигла нека властелинска кћер, девојка, из захвалности за чудотворно оздрављење од непознате болести којој је дуго тражила лека идући од манастира до манастира. Црква је сада посвећена Св. Николи. Храм је више пута обнављан. Најстарија обнова била је у другој половини 16. или почетком 17. века, о чему сведочи сачувани натпис на довратнику. Друга обнова је била почетком 18. века и тада је црква и живописана, што потврђује фреско-натпис у ниши ђаконикона. Од тог живописа је сачувано око једанаест квадратних метара.
Ова стара црква је била подигнута пре 1633. године, највероватније крајем XVI или почетком XVII века.
Становништво је пореклом из црногорског племена Бјелопавлићи. После ослобађања од турске власти место је у саставу Звечанског округа, у срезу митровичком, у општини црепуљској и 1912. године има 175 становника.

## Демографија
Насеље има српску етничку већину.
Број становника на пописима:
- попис становништва 1948. године: 237
- попис становништва 1953. године: 256
- попис становништва 1961. године: 223
- попис становништва 1971. године: 192
- попис становништва 1981. године: 141
- попис становништва 1991. године: 106